# Institut de mathématiques Korteweg-de Vries
L'Institut de mathématiques Korteweg-de Vries (KdVI) est l'institut de recherche mathématique de l'université d'Amsterdam. Le KdVI est situé à Amsterdam dans le parc scientifique d'Amsterdam.
Harry Buhrman, Jan van de Craats, Miranda Cheng, Robbert Dijkgraaf, Jacob Korevaar, Nicolai Reshetikhin et Alexander Schrijver sont quelques-uns des chercheurs notables liés à l'institut. Le KdVI est un membre institutionnel de la Société royale mathématique des Pays-Bas et de la Société mathématique européenne.

## Recherche
Parmi les principales directions de recherche du KdVI figurent, :
- Géométrie algébrique : Lenny Taelman ;
- Théorie des représentations, groupes de Lie et groupes algébriques : Jasper Stokman et Eric Opdam (en) ;
- Physique théorique et physique mathématique : Sergueï Shadrine ;
- Mathématiques discrètes, combinatoire algébrique et théorie des graphes : Ellis-Monaghan[5] ;
- Analyse pure et systèmes dynamiques : Han Peters ;
- Analyse numérique et analyse appliquée : Rob Stevenson ;
- Statistique et apprentissage automatique : Joris Mooij ;
- Théorie des probabilités et théorie des files d'attente : Michel Mandjes ;
- Histoire des mathématiques : Gérard Albert ;
- Didactique des mathématiques : André Heck.

L'institut est impliqué dans plusieurs collaborations de recherche interdisciplinaires, notamment The Amsterdam String Theory Group, le programme NETWORKS et le centre de recherche QuSoft pour les logiciels quantiques.

## Enseignement
Outre ses activités de recherche, le KdVI gère les programmes d'enseignement en mathématiques de l'université d'Amsterdam, à savoir le programme de licence Mathématiques et les programmes de master Mathématiques et Mathématiques stochastiques et financières, ainsi que deux licences interdisciplinaires, Mathématiques et physique et Mathématiques et informatique.

## Nom
L'institut porte le nom des mathématiciens Diederik Korteweg et Gustav de Vries. Korteweg était professeur de mathématiques à l'université d'Amsterdam de 1881 à 1918, et De Vries était l'élève de Korteweg. Ensemble, ils ont travaillé sur l'équation de Korteweg-de Vries.

## Directeurs
| Période                      |                 |
| ---------------------------- | --------------- |
| novembre 1997 - janvier 2003 | Tom Koornwinder |
| janvier 2003 - août 2005     | Chris Klassen   |
| août 2005 - août 2015        | Jean Wiegerinck |
| depuis août 2015             | Eric Opdam      |